# Standortverwaltung (KZ)
Die Standortverwaltung war eine der fünf Abteilungen (Abteilung I: Kommandantur-Stab, Abteilung II: Politische Abteilung, Abteilung III: Schutzhaftlager, Abteilung IV: Standortverwaltung, Abteilung V: Sanitätswesen), die in den nationalsozialistischen Konzentrationslagern bzw. Vernichtungs-/Todeslagern unterschiedliche lagerbezogene Aufgaben wahrnahmen. Nach der Einrichtung der Inspektion der Konzentrationslager (IKL) unterstand sie dieser und war als „Abteilung IV“ obligatorischer Bestandteil des Kommandanturstabes in den Konzentrationslagern. Gegen Ende der 1930er Jahre erfolgte unter Oswald Pohl eine Reorganisation des KZ-Verwaltungswesens. Innerhalb des Konzentrationslagers wurde die Verwaltung der jeweiligen Kommandantur unterstellt und bei der IKL  der „Verwaltung des Führers der SS-TV und KL“ organisatorisch zugeteilt. Zudem war die Verwaltung gegenüber dem Verwaltungsamt  beim SS-Hauptamt weisungsgebunden. 
Die Standortverwaltung regelte die wirtschaftlichen Belange innerhalb der Konzentrationslager und unterstand dem Verwaltungsführer, der formal der Kommandantur unterstellt war. Sie befasste sich mit der Sicherstellung der Verpflegung, Unterkunft und Bekleidung des Lagerpersonals und der Häftlinge, sowie auch mit der Abwicklung von Einnahmen aus Häftlingseinsätzen, der Verwaltung des Eigentums (Geld, Effekten) der Häftlinge, sowie der Einrichtungen (Wäscherei, Werkstätten, Küchen), in denen die Häftlinge eingesetzt waren. 
Zu den Aufgaben gehörte auch die Sortierung, Verarbeitung und Weiterleitung des Vermögens von jüdischen Opfern, sowie das Ordern von Zyklon B zur Vergasung. Die Geldmittel und die Wertgegenstände wurden in der Standortverwaltung registriert, die Devisen und Banknoten auf Konten bei der Reichsbank eingezahlt und die Wertgegenstände an das SS-Wirtschafts- und Verwaltungshauptamt nach Berlin geschickt. 
Die Standortverwaltung bestand in der Regel aus fünf bis sechs Unterabschnitten, die sich beispielsweise folgendermaßen gliederten:
- Registratur und Kassen
- Bekleidung
- Verpflegung
- Technische Abteilung
- Gebäude
- Gefangenen-Eigentumsverwaltung